# Chun Shu Yang
Chun Shu Yang (en chino tradicional, 杨春澍 (1933) es un botánico chino, que trabajó académicamente en la Universidad de Medicina de Pekín; y que hizo estudios de la familia Aristolochiaceae de China., con énfasis en el género Asarum.

## Algunas publicaciones

### Libros
- hua-shing Kiu, shu-mei Hwang, pui-cheung Tam, yeou-ruenn Ling, te-lin Wu, pang-yu Cheng, ching yung Cheng, chuh-shu Yang. 1988. Flora reipublicae popularis Sinicae delectis florae reipublicae popularis Sinicae agendae academiae Sinicae edita: Tom 24. Angiospermae. Dicotyledoneae. Podostemaceae-Balanophoraceae, v. 24 de Flora reipublicae popularis Sinicae. Ed. Science Press. 296 pp. ISBN 7030000072

## Honores

### Epónimos
- (Asteraceae) Anaphalis yangii Y.L.Chen & Y.L.Lin[3]

- La abreviatura «C.S.Yang» se emplea para indicar a Chun Shu Yang como autoridad en la descripción y clasificación científica de los vegetales.[4]